# Eudorylaimus lugdunensis
Eudorylaimus lugdunensis är en rundmaskart. Eudorylaimus lugdunensis ingår i släktet Eudorylaimus, och familjen Qudsianematidae. Arten är reproducerande i Sverige.